# Balthasar Lydius
Balthasar Lydius (Groß-Umstadt, 13 augustus 1576 – Dordrecht, 20 januari 1629) was een theoloog en predikant uit de Republiek der Zeven Verenigde Nederlanden.

## Biografie
Balthasar Lydius is geboren in Gross-Umstadt, in de Palts, als zoon van de predikant Martinus Lydius. De naam van zijn moeder is onbekend. Zijn broer, Johannes, werd eveneens predikant.

### Leiden
Zijn vader onderwees hem en zijn jongere broer in de Griekse en Latijnse taal. In 1599 werden ze naar de hogeschool van Leiden gestuurd. Ze werden daar onderwezen in de Hebreeuwse taal door Willem van der Codde, in de geschiedenis door Paulus Merula en in de theologie door Franciscus Junius. Hun studie van de klassieke talen zetten ze voort onder Josephus Scaliger.
In Leiden maakte Lydius kennis met onder andere Gerardus Vossius, Janus Rutgersius en Joannus Narsius. Tegen het eind van zijn studieperiode erfden hij en zijn broer de omvangrijke boekcollectie van hun vader.

### Predikant
In 1602 verliet hij de universiteit en werd hij door de classis Zuid-Holland als proponent aangenomen. In datzelfde jaar verbond hij zich ‘in het geheim’ aan de gemeente onder het kruis in ’s-Hertogenbosch. Toen hij in juli een keer in Streefkerk had gepreekt wilde men hem daar beroepen. De gemeente van Dordrecht wilde hem ook graag als predikant hebben en kwam tussenbeide. De kerkenraad ging in gesprek met Streefkerk en ’s-Hertogenbosch en het resultaat was dat Lydius op 27 maart 1602 beroepen kon worden vanuit Dordrecht.

#### Predikant te Dordrecht
In november deed hij zijn intrededienst in Dordrecht. Hij ging wonen in “de Reijnstraat tot Dirck van Arnhem, naast de Leuwinne”. Toen het tijdelijk bedoelde predikantschap van Dordrecht in 1604 werd omgezet naar een vaste aanstelling verhuisde hij naar een woning “achter de Augustijnen Kerck”. Als snel verwierf hij faam als kanselredenaar. Tijdgenoten weten te vermelden dat hij de gave had zijn toehoorders tot tranen te bewegen.
In de conflicten tussen de remonstranten en contraremonstranten behoorde Lydius aanvankelijk tot de gematigde stroming. Johannes Uyttenbogaert, een remonstrantse predikant, beschouwde hem als mogelijke bemiddelaar tussen de partijen, maar Lydius’ studievriend G. Vossius schreef in een brief aan Hugo de Groot dat men hem in Dordrecht te veel sympathie voor de remonstranten verweet, en dat hij – om deze beschuldigingen te ontzenuwen – steeds feller voor de contraremonstrantse standpunten koos. Van grote invloed op deze wijziging zijn ook zijn Dordtse medepredikanten Johannes Becius en Johannes Dibbetz geweest.

### Dordtse Synode
Toen in 1618 de nationale synode werd samengeroepen behoorde Balthasar Lydius tot de afgevaardigden voor de provinciale synode Zuid-Holland. Omdat hij de predikant van Dordrecht was kreeg hij de eervolle opdracht om op 13 november in de Grote Kerk de openingskerkdienst te leiden en tevens de eerste zitting met een toespraak te openen. In verschillende werkzaamheden van de synode had hij een groot aandeel. Hij werd bijvoorbeeld benoemd in een commissie met de opdracht een nieuw catechisatieboekje te maken. Tijdens de 17e zitting werd hij benoemd tot secretaris van een commissie die het officiële verslag van de synodehandelingen (actra contractoria) moest maken 29 mei 1619 sloot hij de synode af met een dienst over Jesaja 12:1-3.

### Verdere functies en bezigheden
Naast zijn werk als predikant werd hij in 1627 benoemd tot curator van de Latijnse School. Ook was hij een van de oprichters van de stadsbibliotheek. Samen met zijn collega Daniël Demetrius stelde hij een register samen van boeken die een plaats zouden moeten krijgen in de bibliotheek. Die werd ingericht in de crypte van het voormalige Mariënbornklooster. In 1626 kreeg hij samen met Jacob Cats het toezicht over de bibliotheek.

## Gezinsleven
Balthasar Lydius huwde op 3 april 1603 met Aletta de Witt, dochter van burgemeester Jacob de Witt en weduwe van de Bredase predikant Isaac van den Corput. Met haar kreeg hij de volgende kinderen:
- Izaak (1604-1660), predikant te Dordrecht van 1637-1660
- Martinus (ca. 1607-1656), predikant te Heusden en Breda

Na het overlijden van Aletta in 1607 trouwde Lydius op 15 juli 1608 met Anna van der Mijle. Uit dit huwelijk werden nog twee kinderen geboren:
- Jacobus (1610-1679), predikant te Dordrecht van 1637-1679
- Samuel (1617-1691), predikant te Dubbeldam van 1647-1690

- Biografisch Portaal: 26040313
- Digitale Bibliotheek voor de Nederlandse Letteren: lydi006
- Gemeinsame Normdatei: 100371973
- International Standard Name Identifier: 0000 0000 6135 6001
- Library of Congress Control Number: n92015840
- Nederlandse Thesaurus van Auteursnamen: 069855978
- Système universitaire de documentation: 102466742
- Virtual International Authority File: 21329522
- WorldCat: E39PBJx4rKCgvbtqRXV9q8tVG3